# Julia Gjika
Julia Gjika, née le 1er juillet 1949, est une poétesse albanaise vivant aux États-Unis. Elle est l'une des seules auteurs de langue albanaise de son époque ; elle écrit des poèmes, mais travaille également en tant que journaliste. Parmi ses écrits figurent plusieurs publications d'œuvres rassemblées.

## Biographie
Julia Naçi naît le 1er juillet 1949 à Gjirokastër, dans le sud de l'Albanie, durant la dictature d'Enver Hoxha, qui imposait des sanctions strictes et la censure de la littérature, ce qui entraînait un faible développement de la littérature albanaise jusque dans les années 1970. Malgré les réglementations, Gjika étudie la finance à l'Académie d'Ushtarake et la littérature albanaise à l'université.
Elle est rédactrice pour le magazine 10 Korriku (« 10 juillet ») et est chef trésorière dans plusieurs unités militaires de Korçë et Tirana. Elle faisait partie d'une groupe de « poétesses militaires », c'est-à-dire de femmes travaillant dans l'armée albanaise et écrivant des poèmes ensemble. La poétesse Iliriana Sulkuqi (en) en faisait également partie. Gjika publie deux ouvrages en Albanie : Ditëlindje (« Anniversaire ») en 1971 et Ku Gjej Poezinë (« Où je trouve la poésie ») en 1978,.
Gjika émigre aux États-Unis en 1996 et profite de l'absence de censure pour continuer ses écrits. Elle contribue régulièrement à la rédaction d'articles de presse relatifs à la diaspora albano-américaine, notamment dans des périodiques tels que Dielli et Iliria, ainsi que dans les publications albanaises Shqip et Korça, dans lesquelles elle décrit la vie des immigrants en Amérique ainsi que dans d'autres diasporas. Elle traite également des problèmes socio-culturels relatifs à l'immigration.
Les œuvres de Gjika sont publiées dans des ouvrages de textes rassemblés. Jan M. Stuchly, un avocat et écrivain moravien, a publié trois collections de poèmes qu'il considérait comme étant des « chefs-d'œuvre ». Il a inclus un texte écrit par Gjika dans son ouvrage publié en 1998. Une récente publication de Raimonda Moisiu, Letrat shqip këndej e përtej Atlantikut (« Les lettres glissent ici et à travers l'Atlantique ») comprend des œuvres de Gjika ; le but de cet ouvrage est de préserver des textes que Moisiu juge comme étant des « travaux vecteurs de dialogue et de conversation qui communiquent des valeurs artistiques ».
Julia Gjika est mariée au scientifique Thanas Gjika et a une fille.

## Œuvres
- Ku Gjej Poezinë (Où je trouve la poésie) (1978)[1]
- Muzg: (vëllim poetik) (2008)[9]
- Ëndrra e Kthimit (Le Rêve d'un Retour) (2010)[1]
- Oxhaku famëmadh Zogu : album historik i përzgjedhur me esse, ligjërata, kujtime..., etj. (avec Ramiz Lushaj)[10]
- Legjenda shqiptare e Rozafatit (La légende albanaise de Rozafat) (avec Rozi Theohari, Niko Dako et Pandi Mele)[10]
- Ëndrrra e kthimit : poezi (avec Stavri Sharxhi)[10]
- Jorgjie Misa, sopranoja me zë të veçantë që e "zbuluan" rusët[10]
- Jeta e vërtetë - jeta në shërbim të njerëzve[10]
- Vals me jetën : tregim[10]
- Dielli zbret ngadalë nëpër shkallë të arta : poezi[10]
- Lojë luftash : poezi[10]
- Amerikë për mua është Korça ime e dashur : (portret për mjekun stomatolog, Spiro Bimbli, në 70 vjetorin e lindjes)[10]
- Nga kampet e përqëndrimit drejtoreshë e "Ralph Lauren" : [Edlira Merlika Hepburn] (avec Edira Merlika (Hepburn))[10]